# Anne Tjønneland
Anne Tjønneland (født 7. august 1958 i København) er en dansk forskningsleder og professor med speciale i kræftforebyggelse.
Hun har deltaget i et væld af studier og er blandt de mest videnskabeligt citerede forskere i Danmark.

## Baggrund
Tjønneland blev født den 7. august 1958 i København.
Hun voksede op på Engbakkevej i Charlottenlund med en mor der var skolelærer og en far der var ingeniør.
Tjønneland blev student fra Gentofte Statsskole i 1976 og uddannede sig til læge
med en cand.med. fra Københavns Universitet i 1983 og en klinisk basisuddannelse
fra 1983 til 1985.
I 1993 blev hun ph.d. fra Københavns Universitet.
Som medicinstuderende arbejdede hun et par måneder på Gentofte Hospitals leukæmiafdeling.

## Karriere
Efter en ansættelse hos Ferrosan A/S fra 1985 til 1988,
kom Tjønneland til Kræftens Bekæmpelse som videnskabelig assistent frem til 1992.
Herefter blev hun projektleder på Kost, Kræft og Helbred, en dansk befolkningsundersøgelse.
Det er en af de største i Danmark med biobank med materiale fra over 50.000 danskere.
Tjønneland var afdelingsleder og overlæge fra 2001 til 2011.
I 2008 modtog hun den medicinske doktorgrad fra Københavns Universitet,
og i 2010 blev hun adjungeret professor ved universitetet.
Ved Kræftens Bekæmpelses Center for Kræftforskning blev hun i 2011 forskningsleder for enheden Kost, Gener og Miljø og ved universitetet blev hun i 2018 professor.
Imellem 2007 og 2013 var hun leder af det Nordiske Center of Excellence på Fuldkornsforskning HELGA.
Blandt Tjønnelands forskningsresultater fremdrages viden om alkohols øgning af risikoen for brystkræft samt fuldkornskost forebyggende evne for tarmkræft.
Med Anja Olsen udgav Tjønneland bogen Det Gode helbred. Spis sundt og forebyg kræft i 2014, — en kombineret kogebog og bog med viden om hvordan kosten kan forebygge kræft.
Tjønneland fik Feminas kvindepris i 2010 og William Nielsens Fonds hædersgave i 2011.